# Tegostoma marginalis
Tegostoma marginalis là một loài bướm đêm trong họ Crambidae.